# Chiesa di San Leonardo sul monte Moro
La chiesa di San Leonardo sul monte Moro è un edificio religioso della fine del XIV secolo situato sul monte Moro, a 881 m s.l.m., nel comune di San Mauro di Saline, in provincia di Verona.

## Descrizione

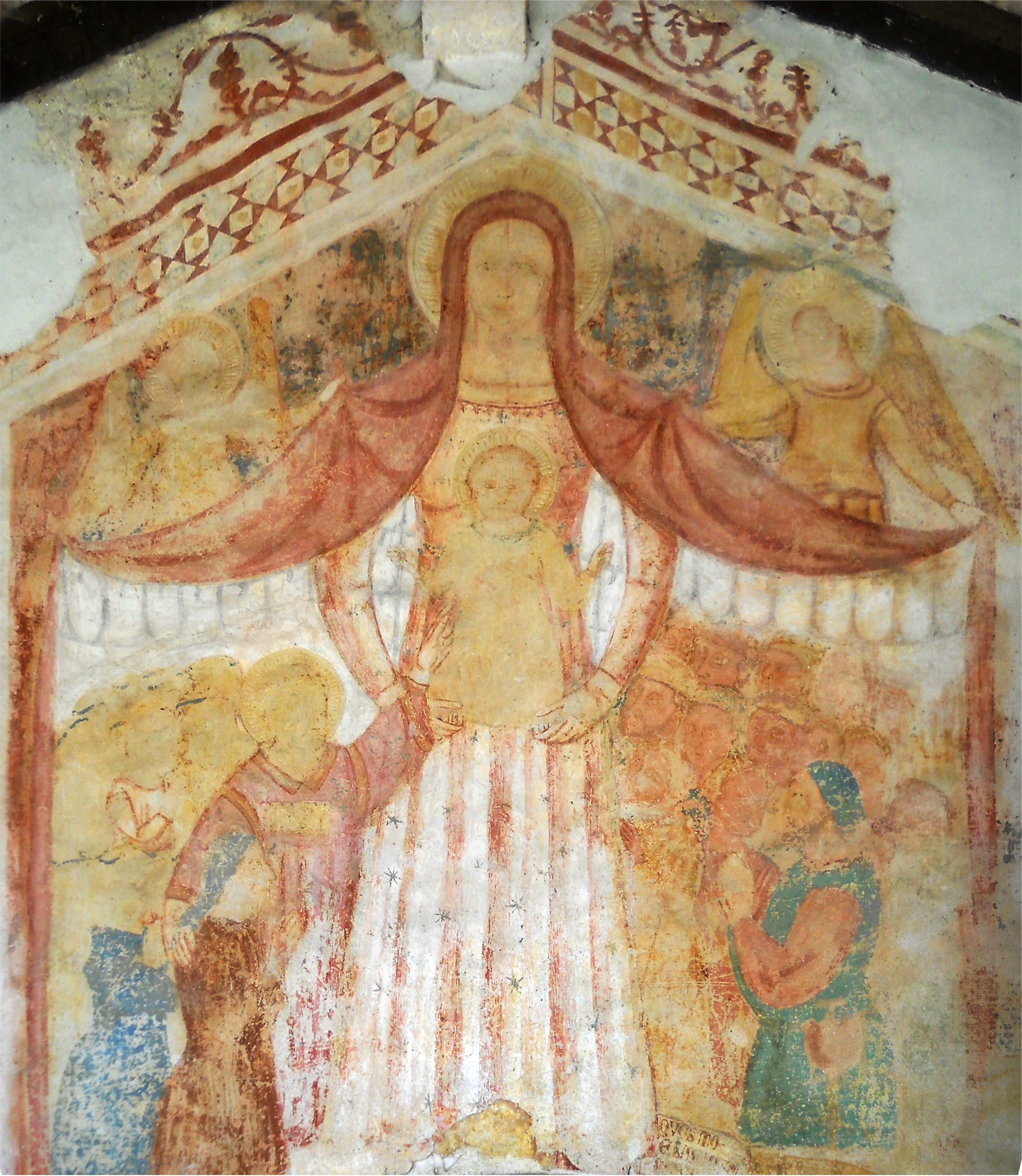
Affresco "Madonna con Bambino" posto all'esterno sopra l'ingresso principale.

L'attuale edificio è stato realizzato nel 1388 sorta su una precedente chiesetta, probabilmente distrutta da un incendio attigua ad un monastero di cui, nel 1145, il priore era un certo Lanfranco. All'inizio fu dedicata a San Mauro, 27º vescovo di Verona, successivamente a San Leonardo di Limoges a cui era molto devota la popolazione dei Cimbri che si stabilirono in zona all'inizio del XIV secolo e che probabilmente furono i costruttori dell'edificio. La chiesa è in stile romanico con alcune influenze dell'architettura gotica.
All'esterno, sulla destra, è presente un vasto porticato utilizzato per ospitare i numerosi pellegrini che qui si recavano in visita. sulla sinistra, invece, vi è un piccolo obelisco devozionale recante la data del 1746. La facciata, irregolare ma sostanzialmente a capanna, presenta diversi elementi che fanno supporre che la sua costruzione sia avvenuta in più tempi diversi. Il campanile, su base quadrata, ha una cella campanaria che si apre grazie ad una bifora per lato. Sopra la porta di ingresso vi è un affresco raffigurante una "Madonna con Bambino assieme San Leonardo e devoti''", attribuito alla scuola di Altichiero da Zevio.
L'interno, prevalentemente in stile gotico, è costituito da tre navate che si concludono con tre absidi rettangolari. Le pareti delle navate sono adorne di affreschi del XVII e XVIII secolo.